# Grafton (Massachusetts)
Pour les articles homonymes, voir Grafton.
Grafton est une ville du comté de Worcester (Massachusetts), au nord-est des États-Unis d’Amérique. La commune compte 14 894 habitants en l’an 2000. 

## Personnalités nées dans la ville
- Albert Arthur Allen (1886-1962), photographe et réalisateur